# Jack Tyler
Pour les articles homonymes, voir Tyler.
Jack Tyler est un réalisateur français spécialisé dans le cinéma pornographique.

## Biographie
Après avoir travaillé comme auteur et réalisateur pour le cinéma et la télévision, Jack Tyler se tourne en 2004 vers la pornographie, domaine où il trouve une liberté de création inédite. Il choisira son pseudonyme en hommage aux deux personnalités du héros schizophrène de Fight Club. 
En 2006 il est remarqué avec le film Éloge de la chair, que le programmateur du X pour Canal+ considère à l'époque comme une « pépite », d'une qualité très supérieure au tout-venant du cinéma pornographique. Ses films se distinguent par une sensibilité volontiers féministe, où le désir des femmes est mis en valeur, un attachement à l'histoire et aux personnages, et un souci d'authenticité dans la représentation de l'acte sexuel. 
Peu à l'aise vis-à-vis de la prédominance du gonzo, et se voulant cinéaste avant d'être pornographe, il est dans les années 2010 l'un des rares réalisateurs français à continuer de tourner du hard scénarisé « à l'ancienne », grâce aux commandes de Canal+. En 2009, il coréalise avec Ovidie le film Histoires de sexe(s), qui vise à décrire la sexualité de manière réaliste. Destiné par ses auteurs à une sortie en salles, le film est finalement classé X par le CNC.  
Le critique Jacques Zimmer voit en lui un réalisateur « né trop tard », dont le travail est comparable à celui de la génération des pionniers français du X comme Francis Leroi, Burd Tranbaree ou Jean-François Davy. Jack Tyler rendra d'ailleurs hommage au porno des années 1970 à travers son film La Grande Épopée qui reconstitue l'ambiance du X français de l'époque. 
Il a mis fin à sa carrière en 2020.

## Filmographie partielle

### Cinéma pornographique
- 2005 : Propriété privée  (Saphir Production)
  - avec Nina Roberts, Tiffany Hopkins, Axelle Mugler, Phil Hollyday...
- 2006 : Éloge de la chair (V. Communications)
  - avec Helena Karel, Tiffany Hopkins, Cynthia Lavigne, Phil Hollyday, Nina Roberts, Greg Centauro, Sebastian Barrio, Carla Nova, Bamboo, Pascal Saint James, Yasmine...
- 2006 : Nuits chaudes à Ibiza (ou Week-end à Ibiza ; Colmax) 
  - avec Anastasia Mayo, Angie Love, Phil Hollyday, Ramon Nomar...
- 2006 : Ma nuit chez Eve : encule-moi ! (V. Communications)
  - avec Cecilia Vega, Cynthia Lavigne, Liza Del Sierra, Titof...
- 2007 : Le Démon (ou La Vierge et le démon, V. Communications)
  - avec Cecilia Vega, Tiffany Hopkins, Cynthia Lavigne, HPG, Michael Cheritto, Mahé, Ramon Nomar, Oksana...
- 2007 : Le Sanctuaire (V. Communications)
  - avec Cecilia Vega, Tony Carrera, Pascal Saint James, Stella Delcroix, Michael Cheritto...
- 2009 : Histoires de sexe(s) (French Lover TV ; co-réalisateur avec Ovidie)
  - avec Nomi, Lou Charmelle, Phil Hollyday, Sebastian Barrio, Rico Simmons, Leeloo, Amélie Jolie, Judy Minx, Milka Manson, Eliska Cross...
- 2009 : Journal intime de Mia
  - avec Mia Moore, Angell Summers, Sabrina Sweet...
- 2010 : La Grande Épopée (Saphir Production)
  - avec Liza Del Sierra, Lou Charmelle, Titof, Phil Hollyday, Rodolphe Antrim, Asian Shan, Michael Cheritto, Flo d'Esterel...
- 2011 : Blue nights (Saphir Production)
  - avec Tiffany Doll, Nikita Bellucci, Angell Summers, Jasmine Arabia, Titof...
- 2012 : Jeux vicieux (Canal + ; co-réalisateur avec Nina Roberts)
  - avec Tiffany Doll, Titof, Lana Fever...
- 2013 : Les Caresses de l'aube (Canal +)
  - avec Angell Summers, Titof, Lana Fever, Julie Valmont, Rodolphe Antrim...
- 2014 : Ivres de sexe et de lumière (HPG Prod)
  - avec Alice Axx, Électre, Phil Hollyday, Titof, Rodolphe Antrim...
- 2015 : Natalia
  - avec Lucy Heart, Tiffany Doll, Julie Valmont, Phil Hollyday, Rodolphe Antrim, Sophia Laure, Amel Annoga...
- 2016 : Jouir sans entraves
  - avec Julie Valmont, Anna Siline, Sophia Laure, Amel Annoga, Phil Hollyday, Rodolphe Antrim, Rico Simmons...
- 2018 : Princesses de la nuit
  - avec Sophia Laure, Tiffany Doll, Titof, Phil Hollyday, Rodolphe Antrim, Ania Kinski, Mya Lorenn...
- 2019 : Les baisers de Juliette (Marc Dorcel)
  - avec Sophia Laure, Cassie del Isla, Phil Hollyday, Lorenzo Viota...
- 2020 : Dressage
  - avec Giulia Lov, Lorenzo Viota, Mya Lorenn, Lucy Heart, Ania Kinski...
- 2020 : La Fille du président (Jacquie et Michel)
  - avec Cassy Diaz, Caroline Toscane, Carollina Cherry, Ania Kinski, Rodolphe Antrim...